# Wiltz
Wiltz är en kommun i Luxemburg. Kommunens administrativa centrum är byn Wiltz. Den ligger i kantonen Wiltz och distriktet Diekirch, i den nordvästra delen av landet, 40 kilometer norr om huvudstaden Luxemburg.

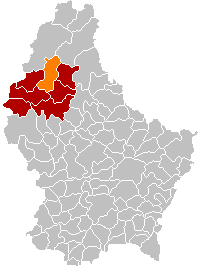
Wiltz markerad med orange i karta över Luxemburg

I omgivningarna runt Wiltz växer i huvudsak blandskog. Runt Wiltz är det ganska tätbefolkat, med 120 invånare per kvadratkilometer.